# Clio Barnard
Clio Barnard (Reino Unido, 1965) é uma cineasta britânica. Como reconhecimento, recebeu indicação ao BAFTA 2014.